# Криопиги (дем Касандра)
Вижте пояснителната страница за други значения на Криопиги.
Криопигѝ или Пазара̀кия (на гръцки: Κρυοπηγή, в превод Студен извор, до 1955 Παζαράκια, Пазаракия) е село в Егейска Македония, Гърция, в дем Касандра в административна област Централна Македония.

## География
Криопиги се намира в центъра на полуостров Касандра - най-западният ръкав на Халкидическия полуостров, на 86 km от Солун и на 4 km югоизточно от Касандрия. Разположено е на склона на хълм, на 100 m надморска височина, на около 1200 m от морския бряг. Има население от 518 души (2001). Евдос (Εύδος) и Левки Перистера (Λευκή Περιστέρα) се водят отделни селища с 24 и 30 жители.

## История

### В Османската империя
След разгрома на Халкидическото въстание в 1821 година, заедно с всички други селища на полуострова, Пазаракия е разорено в 1821 година от османците и значителна част от жителите му се заселват в Аталанти.
Александър Синве („Les Grecs de l’Empire Ottoman. Etude Statistique et Ethnographique“) в 1878 година пише, че във Васаракия (Vassarakia), Касандрийска епархия, живеят 240 гърци. Към 1900 година според статистиката на Васил Кънчов („Македония. Етнография и статистика“) в Пазаракя живеят 180 жители гърци християни. По данни на секретаря на Българската екзархия Димитър Мишев („La Macédoine et sa Population Chrétienne“) в 1905 година в Пазаракия (Pazarakia) има 140 гърци.

### В Гърция
В 1912 година, по време на Балканската война, в Пазаракия влизат гръцки части и след Междусъюзническата война в 1913 година остава в Гърция. В 1955 година селото е прекръстено на Криопиги.
Отдалечеността от морето не позволява превръщането на селото в курорт. Традиционният център около църквата „Свети Георги“ е изоставен и селището се измества надолу към пътя. В селото са запазени няколко къщи с традиционна архитектура.

## Личности
Родени в Криопиги
- Стаматиос Капсас (? – 1821), гръцки революционер